# قصبان (المفلحي)

تعديل مصدري - تعديل

قصبان هي إحدى قرى عزلة المفلحي بمديرية المفلحي التابعة لمحافظة لحج، بلغ تعداد سكانها 90 نسمة حسب تعداد اليمن لعام 2004.